# کودتای ۱۹۴۴ رومانی
کودتای ۱۹۴۴ رومانی (رومانیایی: Actul de la 23 August) در تاریخ‌نگاری رومانیایی بیشتر به عنوان اقدام ۲۳ اوت (به رومانیایی: Actul de la 23 August) شناخته می‌شود، کودتایی بود که توسط میهای یکم پادشاه رومانی در طول جنگ جهانی دوم در ۲۳ اوت ۱۹۴۴ رهبری شد.